# Enigma (gruppo musicale)
Gli Enigma sono un progetto musicale del musicista rumeno  naturalizzato tedesco Michael Cretu.
Lo stile ballabile e sensuale degli Enigma viene spesso classificato come new age e ambient pop, e fonde canti gregoriani a ritmi dance adottando un consistente numero di campionamenti di musica etnica.

## Storia del gruppo
Cretu nasce a Bucarest, in Romania, il 18 maggio 1957. Dall'età di cinque anni studia pianoforte e consegue il diploma al conservatorio di Francoforte, in Germania, dove nel 1975 si era trasferito con la famiglia. Trova lavoro in diversi studi di registrazione e già nel 1979 venne edito il suo primo album Moon, Light & Flowers, di cui è produttore, arrangiatore, tastierista, cantante, tecnico del suono ed anche autore di musiche e testi. Dopo alcune collaborazioni con vari artisti, nel 1985 pubblicò il secondo album, Die Chinesische Mauer (poi riedito col titolo "The Invisible Man"), contenente l'hit Samurai che giunge in testa in molte classifiche europee. Un successo che prosegue con la produzione della compagna Sandra nel suo singolo d'esordio, (I'll Never Be) Maria Magdalena.
Nel 1988, i due si trasferirono a Ibiza. Dopo aver fondato gli Enigma nel 1990 pubblicarono il primo singolo Sadeness, contenente elementi dance unitamente ai canti gregoriani. Il grande successo riscosso dal brano fa da traino all'album MCMXC a.D. contenente sette brani senza nessuna soluzione di continuità. Si tratta di un concept album basato principalmente sul contrasto tra musica etnica, con sonorità cupe e  spirituali, caratterizzate da elementi di musica sacra (il canto gregoriano in Sadeness (Part I) o Mea culpa (Part II)), classica, musica ambient, e i ritmi della musica house, dance e pop. L'album, privo di chiare indicazioni sull'artefice del progetto (nei crediti, Cretu compare con lo pseudonimo "Curly M.C"), riscuote un'enorme accoglienza di pubblico e critica e resta per due anni uno dei duecento album più venduti negli Stati Uniti.
Nel 1993 Cretu pubblicò il secondo album, intitolato The Cross of Changes, contenente altri singoli di successo: su tutti Return to Innocence , uno dei brani più noti di Enigma. L'album segue le linee guida del precedente rimpiazzando in parte i canti gregoriani in favore delle sonorità etniche (The Eyes of Truth) e rallentando il ritmo attraverso atmosfere più eleganti e riflessive (The Dream of the Dolphin).
Nel 1996 venne pubblicato il terzo album, intitolato Le roi est mort, vive le roi!.
Nel 2000 uscì The Screen Behind the Mirror, l'album che chiude il primo ciclo del progetto Enigma. Ai canti gregoriani ed etnici degli album precedenti si aggiungono passaggi della cantata scenica Carmina Burana di Carl Orff, presente in cinque degli undici brani dell'album, il più noto dei quali è Gravity of Love. In questo album sono presenti vari artisti come Andru Donalds e Ruth Ann (cantante del gruppo Olive). L'album segna uno stacco rispetto ai primi tre, passando a uno stile di musica più ritmata e pop.
Nel 2001 pubblicò Love Sensuality Devotion (il cui acronimo risulta essere LSD), il primo Greatest Hits ufficiale contenente brani scelti dei quattro precedenti album. Di esso viene distribuita anche una versione "remix". In entrambi gli album compare anche un brano inedito: Turn Around.
Nel 2003 venne pubblicato Voyageur, considerato il primo di una nuova fase per l'artista rumeno e nettamente diverso dai precedenti e definito dallo stesso artista un disco di "pop sofisticato e altamente ricercato". Stando alle parole di Cretu: «se c'è una cosa che odio è copiare me stesso.»
Nel 2006 venne edito il nuovo album di Enigma, A posteriori, con il quale Cretu si dichiarò intenzionato a "esplorare il futuro" (da cui il titolo dell'album). Ancora una volta gli elementi musicali sono nuovi: i pezzi sono composti ed eseguiti prevalentemente con sintetizzatori, sono presenti narrazioni sussurrate dalla voce di Louise Stanley, un coro "elettronico" e le performance canore dello stesso Cretu. L'album si caratterizza inoltre per le atmosfere electro-chill unite alle sonorità etniche dei primi album degli Enigma. A due anni di distanza anni da A posteriori venne pubblicato il doppio disco singolo La puerta del cielo/Seven lives; due tracce diverse tra loro ma che anticipano il nuovo album uscito a settembre 2008 Seven Lives Many Faces. Il sound è fortemente influenzato da ritmi "hip pop" e generi derivati, all'interno dell'album vi è una traccia cantata per la prima volta dai figli di Cretu The Same Parents che sarà in seguito pubblicata come singolo. Con il settimo album c'è anche una nuova voce quella di Margalida Roig (cantante etnica di origine ibizenca) oltre a quella di Andru Donalds presente anche negli album precedenti.
A fine 2009 il progetto "Enigma" si avvicinò a compiere venti anni e in novembre 2009 uscì Platinum colletion, composta da tre cd che includono i maggiori successi del gruppo, inclusi alcuni remix e brani più sperimentali provenienti dalle sessioni di prova durante la composizione dell'album Seven lives, many faces.
Enigma negli ultimi mesi del 2010 avviò un progetto chiamato Enigma social song, finalizzato alla realizzazione di un nuovo brano gratuito con la collaborazione di alcuni fan, uscito il 15 dicembre 2010: MMX The Social Song.
Dopo la cessione della EMI Music al colosso Universal, nel novembre del 2013 la nuova etichetta fece uscire un box in edizione limitata composto dai primi cinque album da studio del progetto musicale di Michael Cretu, intitolata Classic Album Selections. In pochi mesi andò a ruba terminando ogni scorta di magazzino.
Nel mese di novembre 2016 venne pubblicato l'ottavo album intitolato The Fall of a Rebel Angel. In questo nuovo capitolo del progetto Cretu si avvale della presenza della famosa cantante Anggun, del cantante brasiliano Mark Joshua, della band inglese Aquilo. Ad anticipare l'uscita, il singolo Sadeness Part II, il seguito al primo singolo di successo che ha consacrato il nome di Enigma nelle classifiche internazionali.

## Discografia

### Album in studio
- 1990 – MCMXC a.D.
- 1993 – The Cross of Changes
- 1996 – Le roi est mort, vive le roi!
- 2000 – The Screen Behind the Mirror
- 2003 – Voyageur
- 2006 – A posteriori
- 2008 – Seven Lives Many Faces
- 2016 – The Fall of a Rebel Angel

### Raccolte
- 1998 – Trilogy
- 2001 – Love Sensuality Devotion: The Greatest Hits
- 2001 – Love Sensuality Devotion: The Remix Collection
- 2005 – 15 Years After
- 2009 – The Platinum Collection
- 2013 – Enigma: Classic Album Selection (BOX con i primi 5 Dischi)[7]
- 2016 – Love Sensuality Devotion: Greatest Hits & Remixes